# Viktor Holtz
Viktor Holtz (* 3. Mai 1846 in  Stolberg; † 3. September 1919 in Posen) war ein deutscher Lehrer und ein Pionier der deutsch-japanischen Wissenschafts- und Kulturbeziehungen.
Er studierte von 1865 bis 1867 an der königlichen katholischen Lehrerbildungsanstalt in Kempen, wurde anschließend Lehrer in Aachen und 1869 Seminarlehrer am Schullehrerseminar Boppard. Der preußische Kultusminister entsandte ihn wegen seiner Fremdsprachenkenntnisse und seiner anderen Qualifikationen Ende 1870 für drei Jahre nach Japan. Zusammen mit den berühmteren Militärärzten Eduard Hoffmann und Leopold Müller gehörte er zur ersten Gruppe von Deutschen, die von Preußen an höhere Schulen der neuen Meiji-Regierung entsandt wurden.
Er war zuerst der Südhochschule Daigaku Nankô zugeordnet, ab 1872 war Holtz’ Schule zumindest nominell unabhängig. Der Name wechselte von First School of Foreign Learning, 2nd Middle School zu German School. Holtz blieb der einzige Lehrer für alle elf Fächer. Aufgrund einer Änderung der japanischen Schulpolitik wurde die Schule schon im August 1873 in die Kaisei Schule eingegliedert, Holtz gleichzeitig für den Rest seines Vertrages, der zweimal um 8 Monate verlängert worden war, an die Tokyo Medical School versetzt. So endete aufgrund inkonsistenter Bildungsplanung das Pionier-Experiment einer deutschen Schule in Japan ohne nachhaltige Wirkung.
Holtz kehrte 1875 nach Boppard zurück und wurde 1877 nach Prüm, 1889 nach Schrimm und 1902 nach Posen versetzt.